# 霍恩角 (加利福尼亞州普萊瑟縣)
霍恩角（英語：Cape Horn）是位於美國加利福尼亞州普萊瑟縣的一個非建制地區。該地的面積和人口皆未知。

## 地理
霍恩角的座標為39°07′45″N 120°55′29″W / 39.12917°N 120.92472°W，而該地的平均海拔高度為809米（即2654英尺）。